# Kasteel Traverse
De Kasteel Traverse, ook wel geschreven als Kasteel-Traverse, is een belangrijke doorgaande weg door Helmond in de Nederlandse provincie Noord-Brabant.

## Geschiedenis
In 1959 werd besloten tot de aanleg van deze weg, die de verkeersafwikkeling door de binnenstad moest verbeteren. Al sinds 1951 was erover gesproken als onderdeel van het uitbreidingsplan van de Delftse hoogleraar Jules Froger.[dode link]
Honderden huizen in en buiten de historische binnenstad werden tussen 1959 en 1966 (fase 1) en 1966 en 1975 (fase 2, aansluiting op de Deurneseweg) afgebroken voor de aanleg van deze weg op palen, die de binnenstad voortaan scheidde van het kasteel. Deze panden stonden onder meer aan de Tiendstraat, Zuid-Koninginnewal [dode link], Kerkstraat, Kamstraat , Smalle Haven, Kasteellaan, Kromme Steenweg en Wilhelminalaan. Het merendeel van deze straten ligt nu zowel aan de noord- als zuidzijde van de Kasteel Traverse.
Later werd de weg een onderdeel van de N270. In 2009 volgde een opknapbeurt om de scheidende werking van de weg te verminderen.
De weg was bij de aanleg niet geliefd onder een groot deel van de Helmonders, hetgeen niet alleen bleek uit de oprichting van de Anti-Luchtbrugpartij, een politieke partij die meerdere zetels in de Helmondse gemeenteraad verwierf. "Het interesseerde stedenbouwkundige Froger niet bovenmatig hoeveel huizen er voor zijn luchtbrug moesten worden gesloopt. Een groot deel van Helmond wond zich daar wél over op. Bij de Raad van State werden zevenduizend bezwaarschriften ingediend", meldde het Helmonds Dagblad over de publieke opinie in 1959 ter gelegenheid van de herdenking van de vijftigste 'verjaardag' van het besluit tot aanleg.